# Wheelspin
Wheelspin, detto anche Wheelspin - A tutto gas! e chiamato in origine SpeedZone, è un videogioco per il Wii pubblicato dalla Bethesda Softworks, ed è uscito nel 2009.

## Profili giocatore e modalità di gioco
All'inizio del gioco, i giocatori scelgono uno dei 4 slot di salvataggio disponibili, poi si immette il proprio nickname con un massimo di 16 caratteri. Ogni giocatore, una volta creato il proprio profilo, inizia con $ 10'000, che può utilizzare per comprare solo una delle 3 macchine disponibili nel garage: Predator, Samurai e Ventilator.
Nel gioco sono presenti 4 modalità: Singleplayer, Multiplayer, Opzioni e Extra.

### Singleplayer
Wheelspin è un gioco di corse futuristico ambientato in 30 livelli ambientati in surreali località spaziali. I livelli sono rappresentati in una piramide e, al tempo stesso, sono divisi in 3 categorie: Unico (che consiste nel restare nella "Zona" per tutto il suo tempo richiesto), Gara (in cui bisogna battere gli avversari in una gara) e Battaglia (che mette alla prova gli istinti di sopravvivenza). I livelli della piramide in ogni suo lato, corrispondente alla categoria, sono disposti in base alla difficoltà. Per sbloccare i collegamenti del livello alla fila successiva, bisogna prima completare l'obiettivo richiesto, il cui messaggio è presente nella schermata di caricamento pre-livello. Effettivamente, sono presenti 10 livelli Unico, 10 Gara e 10 Battaglia.
Oltre a sbloccare i collegamenti di livello, si può anche raggiungere diversi altri obiettivi per un determinato livello, per esempio vincendo medaglie nel caso si finisca sul podio, battendo i tempi record sul giro e sulla gara o raccogliendo delle chiavi inglese segrete, peraltro disponibili solo nella modalità Unico (alcune delle quali si trovano fuori pista). In tutte le modalità, inoltre, sono presenti le classiche pedane d'accelerazione, che effettivamente fanno accelerare momentaneamente chiunque ci passi sopra. In più, è anche presente una barra di salute, a destra del tachimetro nell'angolo in basso a destra. Questa barra è espressa in tacche con colori variabili direttamente dal verde al rosso; ogni volta che un giocatore taglia il traguardo, si recupera il 50% di salute, mentre se questa finisce a 0, si perderà tempo per rigenerarsi con una salute del 40% in più.

#### Unico
In modalità Unico, l'obbiettivo è superare gli indicatori presenti sul tachimetro per tutto il tempo sul totale. Una volta superato gli indicatori, i giocatori inizieranno a trovarsi nella "Zona", nella quale il giocatore presente deve restare per tutto il tempo rispetto al totale e per tutti i secondi indicati. Una volta accumulato buona parte del tempo Zona necessario, il giocatore procederà a una velocità sostenuta ai limiti del giocatore stesso, e una specie di nebbia rossa apparirà ai margini della schermata, come accade ai veri piloti. Inoltre, si sentirà un battito cardiaco che aumenterà man mano che il giocatore si avvicina al livello Zona richiesto, ma se rallenta, esce di strada o sbanda contro un muro, esso uscirà dalla "Zona" e dovrà superare di nuovo gli indicatori. Una volta completata la missione, questo livello sarà semplicemente luogo per tentare di battere i propri tempi record, senza che appaia più la barra Zona. Il tempo Apice consiste nella somma di tutti i tempi migliori sul giro, ma è presente solo una volta completati tutti i 10 livelli Unico.

#### Gara
La gara consiste semplicemente di completare una corsa di 3 giri contro 7 avversari in un determinato livello scelto. La posizione minima del livello per completare l'obbiettivo dipende dalla serie di livelli in cui si trova il livello scelto. Per il 10º livello, bisogna andare al primo posto. L'interfaccia mostra la posizione del giocatore in quel momento. I numeri verdi indicano i piloti che possono raggiungere l'obbiettivo, mentre i numeri rossi sono quelli che non possono farcela. La minimappa rappresenta l'andamento dei piloti, rappresentati da freccette, rispetto al tracciato. La freccetta gialla indica il giocatore, quelle rosse indicano i piloti in posizione insufficiente per raggiungere l'obbiettivo, quelle verdi indicano quelli che possono qualificarsi. Una volta completato l'obbiettivo, la griglia indica semplicemente le posizioni attuali. Il denaro ricevuto in premio può essere espresso non solo per aver completato l'obbiettivo, ma anche per aver guadagnato una medaglia, i cui punti sono necessari per costituire il punteggio Apice. Quella di bronzo vale 5 punti, l'argento vane 7 e l'oro 10. Il punteggio Apice indica un massimo di 100 punti. I piloti controllati dall'IA sono distinti in colori e abilità diversi.
| Nome | Nome     | Abilità | Pedane |
| ---- | -------- | ------- | ------ |
|      | Stella   | x       | x      |
|      | Drax     | xx      | x      |
|      | Ransom   | xxx     | xxx    |
|      | Vladimir | xxxx    | xx     |
|      | Kaos     | xx      | xxxx   |
|      | Sparta   | xxx     | xxxx   |
|      | Nitro    | xxxxx   | xxxxx  |

#### Battaglia
I livelli Battaglia sono incentrati su attacco e sopravvivenza. All'inizio di ogni battaglia, verrà comunicato il numero di secondi nei quali bisogna ottenere più punti possibili. Per infliggere danni e difendersi, bisogna usare le armi e gli accessori disponibili nel tracciato. Più danni il giocatore infliggerà, più saranno i punti ottenuti, ma ogni volta che questi viene colpito, ne perde. Come la modalità Gara, il display presenta una griglia di posizioni, in cui i numeri rossi indicano i giocatori che stanno fallendo, mentre quelli verdi sono i piloti che stanno per completare l'obbiettivo. Una volta completato l'obbiettivo, la griglia indica semplicemente le posizioni correnti. Le armi sono rappresentate da alcuni tipi di gemme di vari colori, disseminate lungo l'arena. Alcune armi, però, come il razzo, lasciano uno slot vacante quando usate, mentre armi come la mitragliatrice possono essere ricaricate. Qui, il punteggio Apice è rappresentato dal totale complessivo di tute le volte che si è fatto la modalità Battaglia in generale, ed è praticamente infinito.
Le armi e gli accessori difensivi sono presenti in questo elenco:
- Armi slot sinistro
  - Missile (viola): quando gli indicatori del mirino diventano verdi, bisogna sparare.
  - Razzo (rosso): il razzo, una volta sparato, procederà secondo la direzione del tracciato.
  - Tesla (bianco): consiste in una potente saetta che se lanciata, può causare molti danni progressivi; inoltre, può colpire anche due auto contemporaneamente. L'arma si scarica dopo 10 secondi di utilizzo, ma si può ricaricare.
- Accessori difensivi slot centrale
  - Salto scossa (giallo): può essere usato per evitare le mine disseminate dagli altri concorrenti.
  - Invisibilità (nero): rende il giocatore invisibile per circa 10 secondi, ed è utile per avvicinarsi furtivamente alle altre auto.
  - Scudo (verde): protegge il giocatore da qualsiasi attacco per 10 secondi.
- Armi slot destro
  - Mitragliatrice (arancione): è un'arma utile se usata con una buona mira.
  - Cannone fotonico (blu): lancia energia al plasma capace di rimbalzare al contatto con le pareti.
  - Mina (azzurro): sono delle trappole che esplodono quando un'auto si avvicina, come indicato dal perimetro rosso. Se si piazza una mina e poi se ne raccoglie un'altra, la prima esplode.

### Multiplayer
La modalità multiplayer mette semplicemente alla prova le abilità multiplayer, in cui i giocatori possono essere addirittura in un massimo di 8 giocatori contemporaneamente. Qui si possono utilizzate il telecomando Wii, il Nunchuk, il controller tradizionale, il volante e il controller GameCube, purché non si giochi con più di 4 controller uguali. Qui tutti i circuiti Unico sono evidentemente in modalità Gara. Nella Gara, una volta che un giocatore taglia il traguardo in prima posizione, tutti gli altri devono tagliare il traguardo entro 30 secondi, o saranno considerati non piazzati. In Battaglia, invece, tutti i giocatori finiscono insieme. Si può riprovare tante volte per vedere chi vince più Gare e Battaglie.
Le opzioni di gioco variano a seconda del numero dei giocatori. In caso di un numero dispari di giocatori, è presente una minimappa nell'ultima schermata.
- 2 giocatori: 2 schermi;
- 3 giocatori: 4 schermi con minimappa nel 4º;
- 4 giocatori: 4 schermi;
- 5 giocatori: 6 schermi con minimappa nel 6º;
- 6 giocatori: 6 schermi;
- 7 giocatori: 8 schermi con minimappa nell'8º;
- 8 giocatori: 9 schermi con minimappa nello schermo centrale.

## Denaro, medaglie e punti
Per vincere denaro ottenibile come ricompensa, bisogna completare vari obbiettivi, tra cui naturalmente quello principale. Esistono vari modi per vincere denaro e aumentare punteggi Apice. Ecco alcune ricompense in denaro:
| Obiettivo raggiunto            | $ 5000 |
| Nuovo giro migliore            | $ 5000 |
| Nuovo record di gara           | $ 5000 |
| Nuovo record battaglia         | $ 5000 |
| Chiave inglese segreta trovata | $ 2000 |
| Medaglia oro                   | $ 5000 |
| Medaglia argento               | $ 2000 |
| Medaglia bronzo                | $ 500  |

## Garage
Un giocatore con un profilo appena creato inizia con $ 10'000, che può spendere semplicemente per una macchina, ovviamente senza migliorie. Ognuna delle 6 auto dispone di 27 combinazioni di alettoni, spoiler, freni, propulsori e potenza motore. In totale, i giocatori possono scoprire 162 varianti. Esistono inoltre dei temi speciali per decorare la macchina. Raggiungendo diversi obiettivi, si possono ottenere denaro in ricompensa, spendibile in temi o aggiornamenti per l'accelerazione, la velocità e la tenuta.
Di seguito è presente l'elenco delle auto nel gioco:
| Nome       | Peso | Tipo motore | Posizione  | Freni |
| ---------- | ---- | ----------- | ---------- | ----- |
| Samurai    | x    | Benzina     | Anteriore  | x     |
| Ventilator | xxx  | Jet         | Centrale   | xxx   |
| Wulf       | xx   | Benzina     | Posteriore | xx    |
| Visor      | x    | Jet         | Posteriore | x     |
| Predator   | xx   | Jet         | Centrale   | xx    |
| Titan      | xxx  | Benzina     | Anteriore  | xxx   |

Per potenziare le proprie auto servono questi requisiti spendibili in denaro:
- Le nuove auto vanno da $ 5000 a $4 0'000;
- I temi hanno un prezzo dai $ 2500 ai $ 15'000;
- I potenziamenti costano da $ 5000 a $ 15'000.

## Extra
Nel menù Extra è possibile vedere la modalità dimostrazione per vedere come è fatto il gioco, i riconoscimenti e le statistiche per vedere l'andamento del profilo corrente.

## Accoglienza
| Testata                          | Giudizio |
| -------------------------------- | -------- |
| Metacritic (media al 30-01-2020) | 37/100   |
| Edge                             | 3/10     |
| GamePro                          | [ 3 ]    |
| GamesTM                          | 3/10     |
| Jeuxvideo.com                    | 7/20     |
| Nintendo Gamer                   | 38%      |
| ONM                              | 11%      |
| VideoGamer.com                   | 4/10     |
| Multiplayer.it                   | 4.3/10   |

Il gioco ha ricevuto un'accoglienza "sfavorevole" stando alle recensioni aggregate su Metacritic. Il sito web italiano Multiplayer.it ne ha apprezzato il buon numero di tracciati e il discreto frame rate, ma ne ha criticato la grafica mediocre, il sistema di controllo impreciso e il pessimo design dei tracciati.